# Brebrovac
 Brebrovac  falu Horvátországban Zágráb megyében. Közigazgatásilag Jasztrebarszkához tartozik.

## Fekvése
Zágrábtól 37 km-re délnyugatra, községközpontjától 8 km-re nyugatra az azonos nevű patak partján fekszik. 

## Története
A települést 1249-ben "terra Brebrouch" alakban említik először. 1327-ben "Debrouch" néven szerepel. Lipovac várának uradalmához tartozott. 1327-ben a Babonicsoktól a bánok uralma alá került. Slavetić plébániájához tartozik.
1857-ben 177, 1910-ben 216 lakosa volt. Trianon előtt Zágráb vármegye Jaskai járásához tartozott. 2001-ben a falunak 121  lakosa volt. 

## Lakosság
| Lakosság változása | Lakosság változása | Lakosság változása | Lakosság változása | Lakosság változása | Lakosság változása | Lakosság változása | Lakosság változása | Lakosság változása | Lakosság változása | Lakosság változása | Lakosság változása | Lakosság változása | Lakosság változása | Lakosság változása |
| ------------------ | ------------------ | ------------------ | ------------------ | ------------------ | ------------------ | ------------------ | ------------------ | ------------------ | ------------------ | ------------------ | ------------------ | ------------------ | ------------------ | ------------------ |
| 1857               | 1869               | 1880               | 1890               | 1900               | 1910               | 1921               | 1931               | 1948               | 1953               | 1961               | 1971               | 1981               | 1991               | 2001               |
| 177                | 187                | 191                | 227                | 249                | 216                | 202                | 200                | 243                | 240                | 233                | 238                | 185                | 160                | 121                |